# Otto Benkert
Otto Benkert (* 1940 in Hamburg) ist ein deutscher Psychiater. Er leitete bis zum Jahr 2000 die Klinik für Psychiatrie am Klinikum der Johannes Gutenberg-Universität Mainz.
Benkert ist Mitherausgeber des seit 1998 erscheinenden Standardwerkes Kompendium der Psychiatrischen Pharmakotherapie (zuvor Psychiatrischen Pharmakotherapie, sechs Auflagen von 1974–1996).

## Veröffentlichungen (Auswahl)
- Otto Benkert, Hanns Hippius (Hrsg.): Kompendium der Psychiatrischen Pharmakotherapie. Springer, 13. Auflage, 2020, ISBN 978-3-662-61753-3.
- Otto Benkert: Pocket Guide Psychopharmaka von A-Z. Springer, 6. Auflage, 2021, ISBN 978-3-662-61744-1.
- Otto Benkert, Martin Hautzinger, Mechthild Graf-Morgenstern: Psychopharmakologischer Leitfaden für Psychologen und Psychotherapeuten. Springer, 3. Auflage, 2016, ISBN 978-3-662-49091-4.
- Gerhard Gründer, Otto Benkert: Handbuch der psychiatrischen Pharmakotherapie. Springer, 2. Auflage, 2012, ISBN 978-3-642-19843-4.
- Otto Benkert: Psychopharmaka. C.H. Beck, 5. Auflage, 2009, ISBN 978-3-406-59158-7.
- Otto Benkert, Martina Lenze-Schulten: Zwangskrankheiten. Ursachen-Symptome-Therapien, C. H. Beck 1997, 2. Auflage 2004
- Otto Benkert: Therapeutische Dimensionen der Kunst, in: O. Benkert, Gorsen (Hrsg.): Von Chaos und Ordnung der Seele: Ein interdisziplinärer Dialog über Psychiatrie und moderne Kunst, Springer 1990, S. 149–163